# Cinq Îles
Les Cinq Îles (en anglais Five Islands) sont un groupe d'îles de la mer des Caraïbes appartenant à Trinité-et-Tobago, état insulaire des Caraïbes.
Situé à l'ouest de Port-d'Espagne (Trinité), dans le golfe de Paria, l'archipel des « Cinq Îles » se compose en réalité de six îles : Caledonia, la plus grande, Craig (en), Lenagan (en), Rock (en), Nelson (en) et Pelican.